# Санчес, Хуанлу
Хуа́н Луи́с Са́нчес Вела́ско(исп. Juan Luis Sánchez Velasco; род. 15 августа 2003, Монтекинто, Испания), также известный как Хуанлу Са́нчес (исп. Juanlu Sánchez) — испанский футболист, правый защитник клуба «Севилья».

## Карьера

### «Севилья»
В июле 2019 года стал игроком команды «Севилья Атлетико». Дебютировал в Сегунде Б 24 августа 2019 года в матче с «Еклано». В составе первой команды «Севильи» дебютировал в Ла Лиге 21 декабря 2021 года в матче с «Барселоной», заменив Папу Гомеса.
10 апреля 2025 года Хуанлу Санчес продлил контракт с «Севильей», который будет действовать как минимум до июня 2029 года.

### Мирандес
В единственном сезоне за команду из Сегунды Хуанлу отыграл 37 матчей.

## Карьера в сборной
Выступал за команды Испании до 16, 17, 18 и 19 лет.